# Воронецкие
Вороне́цкие, или Ко́рибут-Вороне́цкие — западнорусский княжеский род, ветвь князей Збаражских. Ранее традиционно считавшийся Гедиминовичами, но по генетическим исследованиям принадлежащий к Рюриковичам.
Есть ещё старинные дворяне Воронецкие и Воронецкие-Маркевичи по Подольской губернии,  Воронецкие-Малевичи, но они Герольдией не утверждены в древнем дворянстве.

## Происхождение и история рода
По версии, изложенной во всех родословцах, Воронецкие одного корня со Збаражскими, Несвицкими и Вишневецкими.
Родоначальником принято считать князя Фёдора Васильевича  Збаражского, потомка великого князя Гедимина (VII колено). Сыновья его — Степан и Юрий Фёдоровичи, получили материнское имение  Ворончин и стали родоначальниками двух семей принявших фамилию князей Воронецких, а позже — "из Збаража Воронецких" и Корибут-Воронецких. Старший сын князя Фёдора Васильевича — князь Александр Фёдорович получил имение Порыцкое и стал родоначальником угасшего рода князей Порыцких.
Сыновья их: Матвей Степанович, был киевским стольником; из сыновей второго: Георгий — капелланом польского короля Стефана Батория, Стефан-Симон-Александр — киевским епископом.
Антон Васильевич Воронецкий грамотой польского короля Станислава-Августа (1784) утвержден в княжеском достоинстве.
Каликст-Рудольф-Игнаций (1795-1880), офицер русской гвардии, утверждён в княжеском достоинстве в Царстве польском (1821).
Сыновья его, Иеремия-Иосиф-Людгард-Геркулян Антонович († 1877) "из Збаража", литератор и историк, признан в потомственном княжеском Российской империи достоинстве (28 июня 1844). Вместе с ним утверждены его брат Марий-Еварист-Игнатий и сестра Элеонора-Анна.
Адам († 1864), генерал русской армии, люблинский губернский предводитель дворянства, потомственно утверждён в княжеском Российской империи достоинстве (05 июня 1852).
Потомству полковника бывших польских войск Андрея (г/р 1766) Герольдией отказано в княжеском титуле.

## Данные генетики
В начале XXI века был протестирован один современный представитель рода — проживающий в Польше князь Корибут-Воронецкий. Его результат (Y-гаплогруппа N1с1, субклад N-Y10931) опроверг его принадлежность к племени Гедимина (N-L551) и более того, он оказался чистокровным Рюриковичем, имеющим общего с большинством протестированных Рюриковичей предка, родившегося в середине XI века. Причины данного расхождения исследователями пока не установлены.

## Известные представители
- Князь Воронецкий Якуб Юрьевич († 1598) — секретарь короля Сигизмунда Августа, ксендз, назначен епископом Жмудским (1574), но не принял этого звания, назначен епископом киевским (1585), после смерти Стефана Батория поддержал австрийского кандидата на трон эрцгерцога Максимилиана и вместе с частью шляхты провозгласил его королём польским. Однако королём стал Сигизмунд III Ваза и князь Воронецкий лишился киевского епископской кафедры, так как Папа Римский не утвердил его в этой должности.
- Князь Воронецкий Михаил Юрьевич — королевский дворянин (придворный).
- Князь Воронецкий Анджей Юрьевич — ксендз, королевский секретарь.
- Князь Воронецкий Лев Войнович — кременецкий городской судья.
- Князь Воронецкий Матеуш Войнович — стольник, подвоевода киевский (1585-1592).
- Князь Воронцкий Флориан-Томаш — ксендз, приор доминиканского монастыря.
- Князь Воронецкий Михаил — "из Збаража Воронецкий", подстароста Владимиро-Волынский (1638).
- Князь Воронецкий Владислав († до 1720) — стольник Венденский, староста Луцкий.
- Князь Воронецкий Валериан  — кременецкий городской судья.
- Князь Воронецкий Ян — каноник Познанский.
- Князь Воронецкий Николай (Миколай) — каштелян Черниговский, староста Сродский.
- Князь Воронецкий Люциан († 1875) — капитан полка Познанской кавалерии войск польских, участник восстания (1830-1831), награждён золотым крестом ордена Виртути Милитари.
- Князь Воронецкий Анджей — камергер польського короля.
- Князь Воронецкий Станислав-Август — кавалер баварского ордена Святого Губерта и почётный Мальтийский кавалер[1].